# Peter Martin Quist
Peter Nicolai Morten (bedre kendt som Martin) Quist (også Qvist)  (15. januar 1779 i København – 27. november 1858) var en dansk murermester og chef for Københavns Brandkorps.
Han var søn af skomager Christian Ludvig Quist og Sara Ulrica Krabe. Quist er måske i familie med murermester, arkitekt og brandmajor Johan Martin Quist, som også var skomagersøn.
Efter endt skolegang kom han i murerlære, blev svend, og den 18. juli 1806 blev han optaget i Lavet som murermester. Han fik næsten samme karriere som Johan Martin Quist og steg til brandmajor og oberstløjtnant og chef for Brandkorpset. Quists indtræden i Brandkorpset skete måske 1807, således som det opgives af Brandvæsenets anciennitetsprotokol, der dog ikke altid er pålidelig med sine oplysninger. I 1830 ses han at være nået frem til en løjtnantsstilling, og i 1848 nævnes han som kaptajn.
Han var Ridder af Dannebrog. Han var vurderingsmand for Kjøbenhavns Brandforsikring 1826-28.
Ligesom faderen har Quist også opført en række klassicistiske huse efter egen tegning: 1810-11 lod han huset Kultorvet 7/Peder Hvitfeldts Stræde 18 opføre. 1812-13 lod Quist Skindergade 26 opføre, og 1821 opførte han Klosterstræde 19, som i 1859 fik fjernet øverste etage efter en brand. Forhuset Fiolstræde 11 lod han bygge 1827-28, og det blev fredet 1945.
1817-18 var han murermester på genopførelsen af Vor Frue Kirke.
Den 22. december 1807 blev hjemmeviet til jomfru Sophie Hedevig Petersen, datter af en kaptajn Petersen. 
Den 8. februar 1853 mistede Quist sin hustru Sophie Hedvig; hun var da 63 år gammel, den 13. februar fandt hendes begravelse sted fra Helligåndskirken, og hun blev jordet på Assistens Kirkegård. Qvist overlevede hende i over fem år, idet han døde af apopleksi den 27. november 1858, han blev begravet fra Helligåndskirken den 3. december kl. 1, og uden at der fra Brandvæsenets side blev vist ham særlig honnør; der foreligger hun en meddelelse om, at det ville de efterladte kært at se så mange som muligt af
Brandvæsenets befalingspersonale ved begravelsen.
Han er begravet på Assistens Kirkegård.
Han bør ikke forveksles med en anden Peter Martin Quist, som nævnes som proprietær på Frederiksberg.